# Henrik Tilemann
Henrik Christian Georg Tilemann (7. august 1835 – 7. februar 1923) var en dansk ingeniør og amatørfotograf.
Henrik Tilemann havde taget filosofikum og var uddannet cand.polyt. og var 1860-63 huslærer på herregården Frijsenborg, der var centrum for grevskabet Frijsenborg. I 1863 blev han forfremmet til godsforvalter og i 1864 blev han forflyttet til godserne Boller og Møgelkær, hvor han var indtil 1866. Så vendte han tilbage som godsforvalter på Frijsenborg og Stensballegård, hvilket han var indtil udgangen af 1916.
Han var selvlært fotograf og dokumenterede fester og gæster på Frijsenborg. Han huskes særligt for en serie fotografier, i alt 35, som han tog af digteren H.C. Andersen i 1863 og 1865. Billederne viser, at Tilemann var fuldt på højde med de professionelle fotografers kunnen, hvis ikke bedre. 
H.C. Andersen nævner ham i sin dagbog 17. juli 1863: "Hr Tiedemann før Huuslærer, nu Godsforvalter her photographerede Børnene, og mig, lige saa Grevinden." Og 19. juli 1863: "Thielemann fulgte med til Aarhuus." I 1865 nævner H.C. Andersen ham derimod, skønt hovedparten af optagelserne stammer fra dette år, kun een gang i sin dagbog, nemlig 11. juli 1865, hvor han skriver: "Til Middag var Cancellieraad Ditzel med Frue og Svigersønnen Thieleman." Der må have bestået et jovialt og venskabeligt forhold mellem fotograf og digter, for portrætterne fra Tilemanns hånd viser en afslappet og spøgefuld Andersen, som på et af billederne muntert svinger med sin høje hat.
Tilemann var gift med Betty Margrethe Ditzel (1838-1904), datter af distriktslæge i Hammel, kancelliråd Christian Andreas Ditzel (1805-1893) og første hustru, Edle Wilhelmine, f. Heiberg (1815-1850). I 1852 var dr. Ditzel blevet gift med Jensine Aarup (1825-1889).